# Temminckov prodnik
Temminckov prodnik (znanstveno ime Calidris temminckii) je ptič iz družine kljunačev, ki gnezdi na skrajnem severu Evrazije.
Znanstveno in tudi vsakdanje ime v več jezikih ima po nizozemskem zoologu Coenraadu Jacobu Temmincku.

## Opis
Je majhen predstavnik pobrežnikov, ki doseže 13,5 do 15 cm v dolžino. Zelo podoben je sorodnemu malemu prodniku, od katerega je za spoznanje daljši, tako da konica repa sega dlje od zadnje konice peruti med mirovanjem. Razlikuje se tudi po krajših nogah in nežnejšemu, rahlo navzdol zakrivljenemu kljunu. V zimskem perju je bel po trebuhu in monotono sivo-rjavkast po preostalem delu telesa, poleti pa mu zraste variabilno število svetlo rjavih peres s črno sredino, zaradi česar izgleda značilno pikast. Rep je bel, s črno vzdolžno progo v sredini, noge pa svetle (zelenkaste, rumenkaste ali rjavkaste).
Najraje se zadržuje ob redki obvodni vegetaciji v močvirjih in rečnih deltah, kjer išče hrano - drobne nevretenčarje v blatu. Običajno se plazi z upognjenimi nogami in počasi kljuva po tleh. Ob nevarnosti odleti visoko in hitro menja smeri ter se oglaša z glasnim alarmnim klicem tirr-tirr-tirr. Samci se med dvorjenjem razkazujejo z lebdenjem in oglašajo podobno kot kobilice, z monotonim tititititi.... Gnezdi v tundri ali tajgi, pa tudi v priobalnih mokriščih; gnezdo je plitva skledica na odprtem ali v nizki vegetaciji. Izven gnezditvenega obdobja ne tvori večjih skupin, jate običajno štejejo največ nekaj deset osebkov.

## Razširjenost in varstvo
Ta vrsta prodnika gnezdi na severu Evrazije, pri čemer se izogiba najhladnejšim in najbolj izpostavljenim obalnim območjem. Preferira manjše zalive, fjorde, rečne delte in reke nekoliko dlje v notranjosti celine. Je izrazita selivka, ki se po koncu gnezditvene sezone seli v širokem pasu preko vse Evrope, Severne Afrike in Bližnjega vzhoda do prezimovališč v podsaharski Afriki in Južni Aziji. Posamezni osebki lahko prezimujejo bolj severno, v Evropi vse do Britanskega otočja. Zaradi ogromnega območja razširjenosti in velike populacije zaenkrat ne velja za globalno ogroženega, lokalno pa ga ogroža predvsem plenjenje gnezd. V Sloveniji je sodeč po objavljenih podatkih redek preletnik.